# Gunskär, Slättskär och Stora Fiskören
Gunskär, Slättskär och Stora Fiskören med Lilla Fiskören är en ö i Åland (Finland). Den ligger i Skärgårdshavet och i kommunen Brändö i landskapet Åland, i den sydvästra delen av landet. Ön ligger omkring 72 kilometer nordöst om Mariehamn och omkring 220 kilometer väster om Helsingfors.
Öns area är 29,9 hektar och dess största längd är 1,1 kilometer i nord-sydlig riktning.

## Delöar och uddar
- Gunskär 60°27′08″N 21°01′52″Ö / 60.45213°N 21.03112°Ö
- Slättskär 60°27′01″N 21°02′06″Ö / 60.45014°N 21.03511°Ö
- Stora Fiskören 60°26′57″N 21°01′41″Ö / 60.44911°N 21.02812°Ö
- Lilla Fiskören 60°26′47″N 21°01′34″Ö / 60.44644°N 21.02599°Ö